# Gambijsko-zelenortska granica
Granica između Zelenortskih otoka i Gambije sastoji se od kratke pomorske graniceu Atlantskom oceanu u blizini Banjula. Ne postoji niti bilateralni ugovor o njezinu razgraničenju niti ugovor sa Senegalom o položaju tromeđe.
Gambijsko-senegalska granica definirana je paralelom 13°35′36″N i tromeđa bi bili 185 milja od svake obale. Druga vanjska točka udaljena je 200 milja od otoka Maio u  Zelenortskoj Republici
Ta je granica, međutim, spomenuta 2009. u preliminarnoj obavijesti o granicama epikontinentalnog pojasa.
Godine 2010. Zelenortska Republika, Gambija, Gvineja Bisau, Gvineja, Mauretanija i Senegal potpisali su sporazum, pod okriljem Norveške, o uspostavi svojih pomorskih zona, potencijalno bogatih naftom i plinom.